# Ebrio de mujeres y pintura
Ebrio de mujeres y pintura (Chi-hwa-seon) es una película de Corea del Sur, dirigida por Im Kwon-taek en 2002, y protagonizada por Choi Min-sik, Yoo Ho-jeong, Ahn Sung-ki, Kim Yeo-jin y Son Ye-jin.
La película narra las experiencias de un hombre que dedicó su vida a intentar conseguir la aprobación final del hombre que le salvó la vida, a la vez que invita a reflexionar sobre la verdadera naturaleza del arte. La película se llevó la Palma de Oro al mejor director en el Festival de Cannes de 2002.

## Sinopsis
A mediados del siglo XIX, Kim Byeong-moon salva a Jang Seung-up de ser apaleado por unos vagabundos. Como agradecimiento, éste le regala un cuadro que él mismo ha pintado. Kim se da cuenta del potencial que tiene el joven pintor y se convierte en el mentor del que más tarde sería uno de los pintores más reconocidos de la época y una leyenda nacional en Corea, cuyo arte exportó a todo el mundo. Jang descubrió pronto que era a través del placer como conseguía crear sus mejores trabajos y así vivió al máximo su vida. Im Kwon-taek (Ticket, Chang) narra la existencia del artista coreano marcado por sus atormentadas relaciones amorosas y su adicción al alcohol. El pintor y héroe nacional a la vez, interpretado por Choi Min-sik (Old Boy), aparece como un genio autodestructivo cuyas obsesiones personales no fueron obstáculo para lograr que su talento y personalidad dieran un cambio radical al rostro del arte coreano.

## Reparto
- Choi Min Sik como Jang Seung Up.
- Ahn Sung-ki como Kim Byeong-moon.
- Yoo Ho Jeong como Mae-hyang.
- Kim Yeo Jin como Jin Jong.
- Son Ye Jin como So Woon.

## Premios
- Mejor Película en los Blue Dragon Film Awards.
- Mejor director en el Festival de Cannes de 2002.
- Grand Prix en los Belgian Syndicate of Cinema Critics.

### Nominaciones
- Golden Frog; Jung Il-sung.
- Palma de Oro; Im Kwon-taek.
- César a la mejor película extranjera.